# 九龍巴士N277線
九龍巴士N277線是香港的一條已停駛的新界通宵巴士線，來往元朗西巴士總站及落馬洲公共交通交匯處。到達落馬洲公共交通交匯處後可轉乘皇巴士前往皇崗口岸。因客量不足，已於2009年8月30日取消。

## 概要
此路線於2003年1月27日起投入服務，以配合皇崗口岸24小時通關，及落馬洲至深圳皇崗口岸的過境穿梭巴士（皇巴士）提供24小時通宵服務，作為皇巴士的接駁公共交通工具。

## 營運情況
由於有公共及專線小巴競爭，專線小巴在深宵更會直達落馬洲管制站，加上皇崗有多條直達市區的24小時過境巴士服務，N277線的客量一向偏低，只在港人北上的高峰期間，才有較多乘客。九巴只派出單層巴士（AM）行駛，收支方面，本線處於長期蝕本狀態。有時候全日均沒有乘客乘搭本線。在2009－2010年路線發展計劃中，本路線在繁忙時間客量只得11%，故此九巴於2009年8月30日凌晨起永久停辦本線。
本線是唯一新界區而兩邊總站均在同一區的通宵巴士路線。

## 行車路線
元朗（西）開經：擊壤路、青山公路－元朗段、朗日路、形點交通交匯處、朗日路、青山公路－元朗段、博愛交匯處、元朗公路、新田公路、支路及青山公路－新田段。
落馬洲 開經：青山公路－新田段、支路、新田交匯處、新田公路、元朗公路、博愛交匯處、青山公路－元朗段及擊壤路。

### 沿線車站
| 元朗（西）開 | 元朗（西）開       | 元朗（西）開       | 落馬洲開 | 落馬洲開           | 落馬洲開           |
| 序號         | 車站名稱           | 位置               | 序號     | 車站名稱           | 位置               |
| ------------ | ------------------ | ------------------ | -------- | ------------------ | ------------------ |
| 1            | 元朗（西）巴士總站 | 元朗（西）巴士總站 | 1        | 落馬洲巴士總站     | 新田公共運輸交匯處 |
| 2            | 同樂街             | 青山公路－元朗段   | 2        | 東頭村             | 青山公路－元朗段   |
| 3            | 谷亭街             | 青山公路－元朗段   | 3        | 又新街             | 青山公路－元朗段   |
| 4            | 新元朗中心         | 朗日路             | 4        | 大棠路             | 青山公路－元朗段   |
| 5            | 東頭村             | 青山公路－元朗段   | 5        | 元朗（西）巴士總站 | 元朗（西）巴士總站 |
| 6            | 落馬洲巴士總站     | 新田公共運輸交匯處 |          |                    |                    |

## 收費
- 收費：$9.9

## 外部連結
- 九巴N277線官方網站路線資料 （页面存档备份，存于）